# 高雄市立前金國民中學
高雄市立前金國民中學（英語：Kaohsiung Municipal Cianjin Junior High School），簡稱前金國中，位於高雄市前金區的一所國民中學。成立於1946年，原名高雄市立第二初級中學。

## 沿革
- 1946年3月創立，校名為「高雄市立第二初級中學」，專收男生，借用三民國校為臨時校舍。
- 1947年，市立第三初級中學併入本校，派莊俊奇先生為校長，借用西甲陸軍倉庫為臨時校舍，是年秋被青年軍收回，改借前金國民學校上課。
- 1948年2月，莊校長辭職調林守盤先生為校長。
- 1950年11月，新校舍落成，翌年二月遷入現址。
- 1952年8月，奉准試辦高中並設西甲分校一所，四十三年十月奉准正式增設高中部，改校名為「高雄市立第二中學」。
- 1957年9月，本市試辦「免試升學」本校學生增至四十班。
- 1962年8月，依「省辦高中，縣市辦初中」原則，自五十一學年度起停招高中學生，本校高中部學生悉數併入省立高級中學。
- 1968年9月，政府實施九年國民教育，本校校名改為「高雄市立前金國民中學」，男女兼收。
- 1970年2月，林校長奉准退休，校務暫由教務主任許舜雄先生代理。4月調派左營國中校長曾建順先生接掌本校。
- 1975年8月，曾校長奉調壽山國中，調派鹽埕國中校長林能雄先生接掌本校。
- 1978年7月，林校長奉准退休，八月調派高雄縣鳳山國中校長李善昌先生接掌本校。
- 1983年，精誠樓拆除重建完工。
- 1984年2月，李校長奉准退休，調派鳳林國中校長王朝茂先生接掌本校。
- 1987年2月，王校長奉調鹽埕國中，調派小港國中校長王武義先生接掌本校。
- 1989年，設立資賦優異班招收全市資優學生。
- 1990年9月，中山樓拆除重建。
- 1990年，操場鋪設PU跑道，為高雄市中首座PU跑道。
- 1991年，中山大樓重建竣工啟用。
- 1991年8月，王武義校長奉調苓雅國中，調派光華國中輔導主任陳樹城先生接掌本校。
- 1991年，本校創設音樂班（主修國樂）及美容、美髮、技藝教育班。
- 1992年10月，拆除校長宿舍，改闢為停車場。
- 1994年，起試辦中重度智障學生第十年技藝教育班（食品烘焙及美容美髮）。
- 1994年11月，成立「高雄市青少年國樂團」。
- 1997年8月，陳樹城校長奉調右昌國中，調派右昌國中校長鍾光和先生接掌本校。
- 2000年8月，鍾光和校長退休，調派瑞祥高中周文章祕書先生接掌本校校長。
- 2004年8月，周文章校長奉調國昌國中，左營國中康思平主任接掌本校校長。
- 2005年10月，本校通學步道完工落成，陽光小棧、活力藝術廣場啟用，創設藝術才能班-管樂班。
- 2006年11月，建置理化、語言、美術教室、校史室等，永續校園環境改善。
- 2007年，新設Ｅ化教室，英語學習角，體育設施，樂活計畫完成。
- 2008年，停車場重建及拆除中正樓。
- 2009年，室內籃球場改建、教室粉刷、禮堂滲水處理、辦公桌椅更新等，學生成長增加６班，１１月成立校友會。
- 2010年，教室門窗更新、圖書館地板更新，學生成長增加５班。
- 2011年，度購置冰飲機、多功能教室、第二條通學步道，學生成長增加４班。
- 2011年，8月康思平校長退休，圓富國中蔡月梅主任接掌本校校長。

## 事件
2011年4月，有同學救援了流浪狗為了照顧而帶到學校，師生溝通不良造成衝突。經過多方協調平和落幕，校方表示，同學們為說了不禮貌的話，親自寫卡片向學務主任致歉，主任同樣的也親自向學生解釋道歉

## 外部連結
- 高雄市立前金國民中學 （页面存档备份，存于）（繁體中文）